# RER C
RER C (officieel Ligne C du RER d'Île-de-France) is een van de vijf lijnen die onderdeel zijn van het Réseau express régional (RER), een Frans treinnet dat de voorsteden met het centrum van Parijs verbindt.
Dit netwerk aan spoorlijnen is ontstaan door het in dienst stellen in 1979 van een nieuwe spoorverbinding tussen twee voormalige kopstations: Gare des Invalides en Gare d'Orsay. In dit laatste historische station is sinds 1986 het Musée d'Orsay gehuisvest. En hoewel de eerste segmenten van lijn C vanaf 1979 in gebruik werden genomen (met een uitbouw tot het jaar 2000), werd de lijn pas in 1980 officieel RER C. Het eerste jaar van de bediening werd gesproken over de Transversale Rive Gauche door de ligging van de centrale as op de linkeroever van de Seine. De noordtak naar Pontoise is ontstaan na het herbruik van de oude gesloten spoorverbinding tussen Champ-de-Mars en Avenue Henri-Martin.
Lijn C is met 162 kilometer de op één na langste lijn van het RER-netwerk. In 2009 reden er dagelijks 531 treinen en 490.000 reizigers, wat meer is dan de 390.000 reizigers die toen dagelijks door alle achthonderd Franse TGV's samen werden vervoerd. In 2012 steeg de bezetting tot 540.000 passagiers per dag. RER C bedient verschillende monumenten en musea en is de RER-lijn die het meest wordt gebruikt door toeristen, die 15% van het publiek vertegenwoordigen. De verkeerscontrole op RER C is de meest complexe van alle voorstadslijnen door de vele aftakkingen: het geringste incident op een van hen kan het verkeer op de gemeenschappelijke as verstoren.
In 2023 en 2024 werden takken van het netwerk afgeschakeld en overgenomen door respectievelijk Tramlijn 12 van de Tram van Île-de-France en Transilien lijn V.

## Afbeeldingen

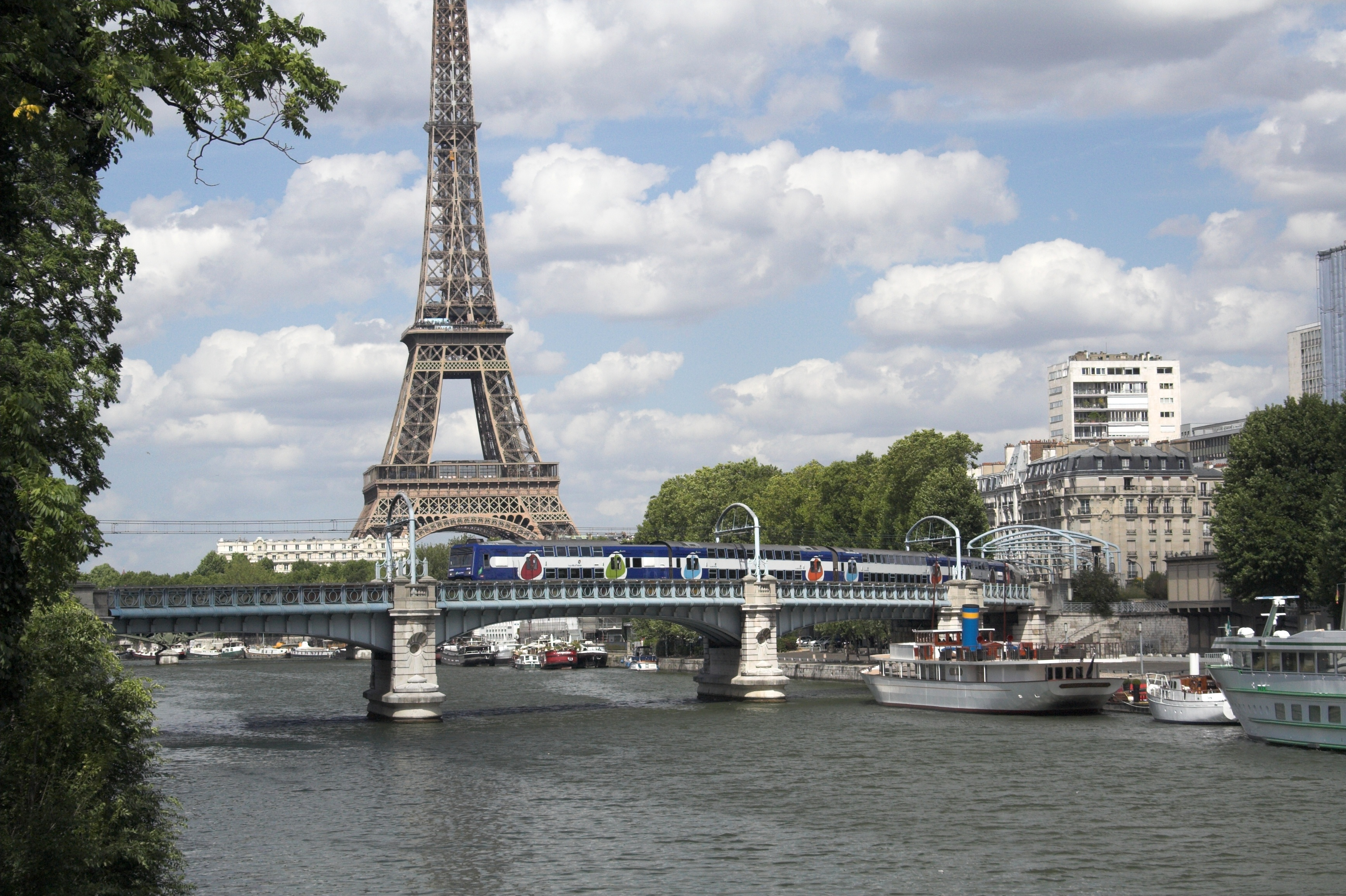
RER C-trein op de Pont Rouelle over de Seine in Parijs
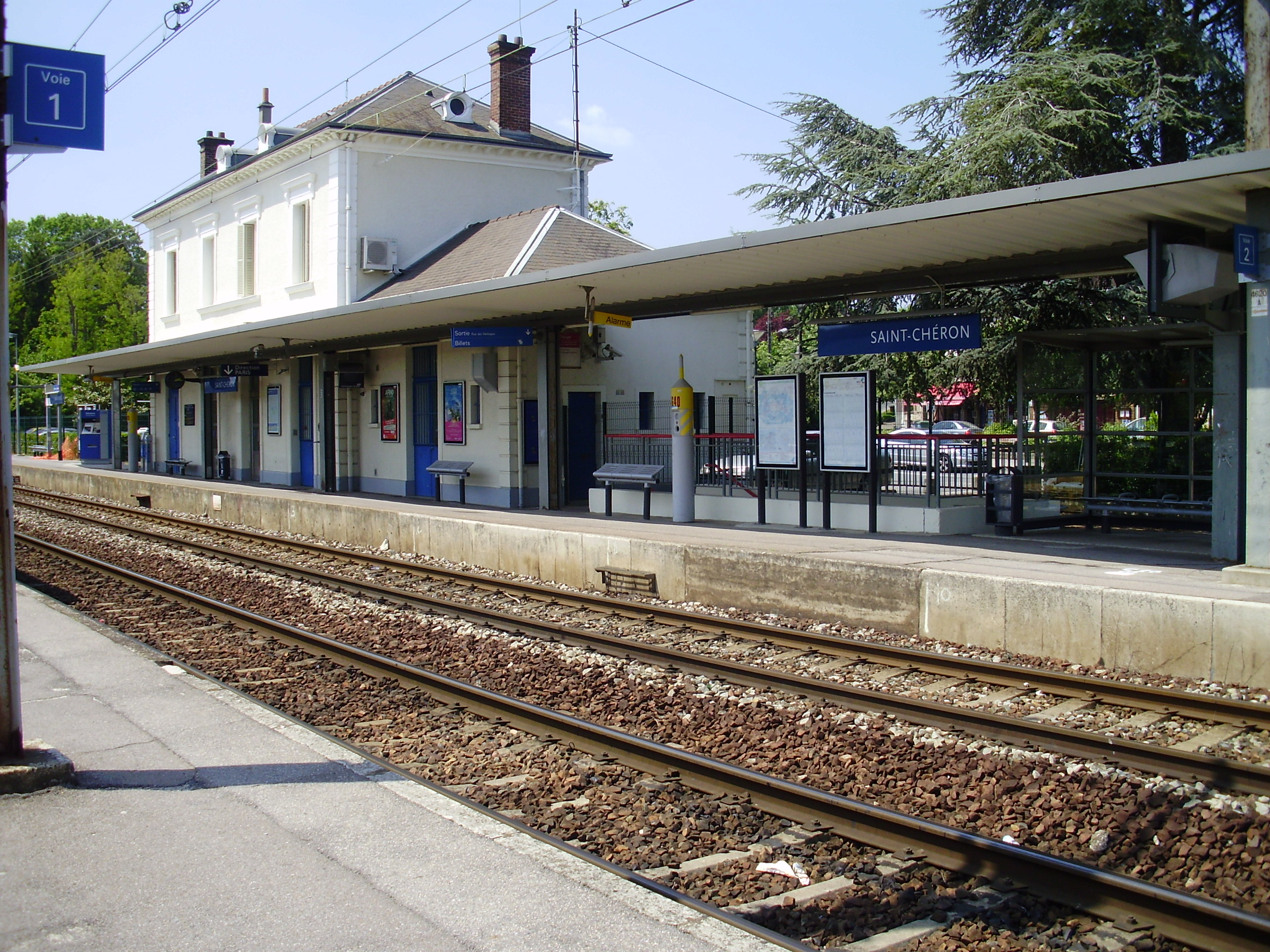
Station Saint-Chéron
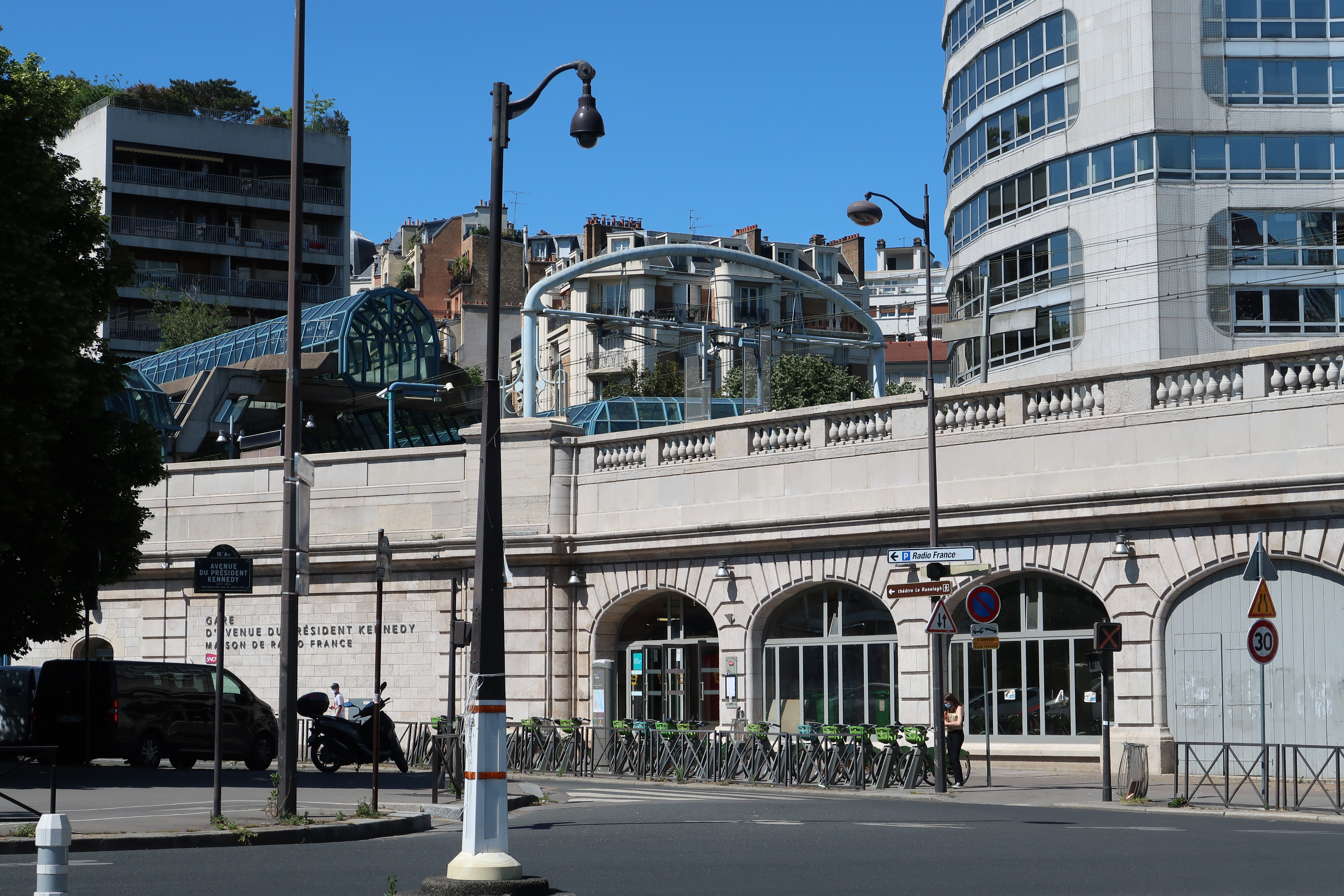
Station Avenue du Président Kennedy
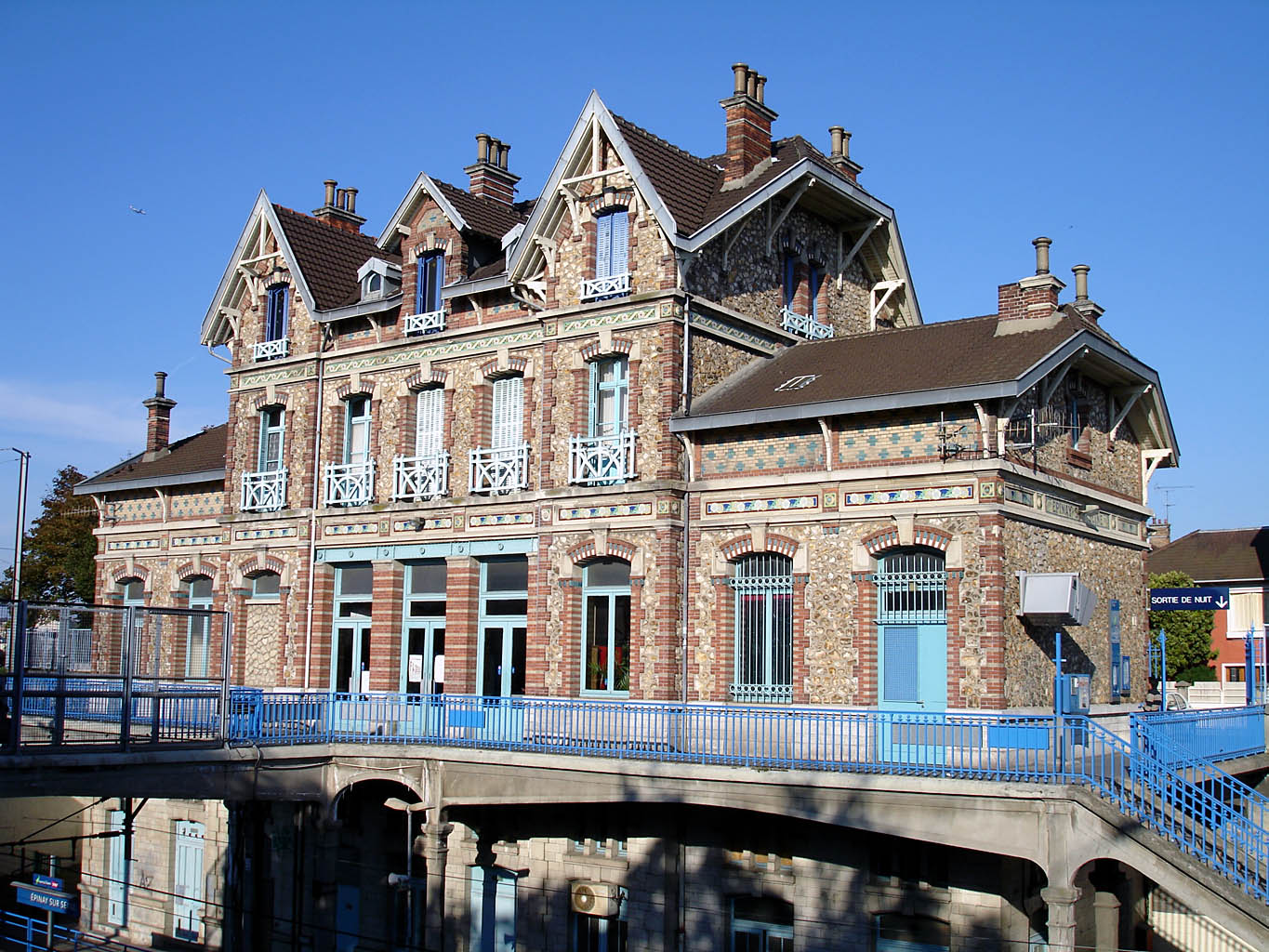
Station Épinay-sur-Seine
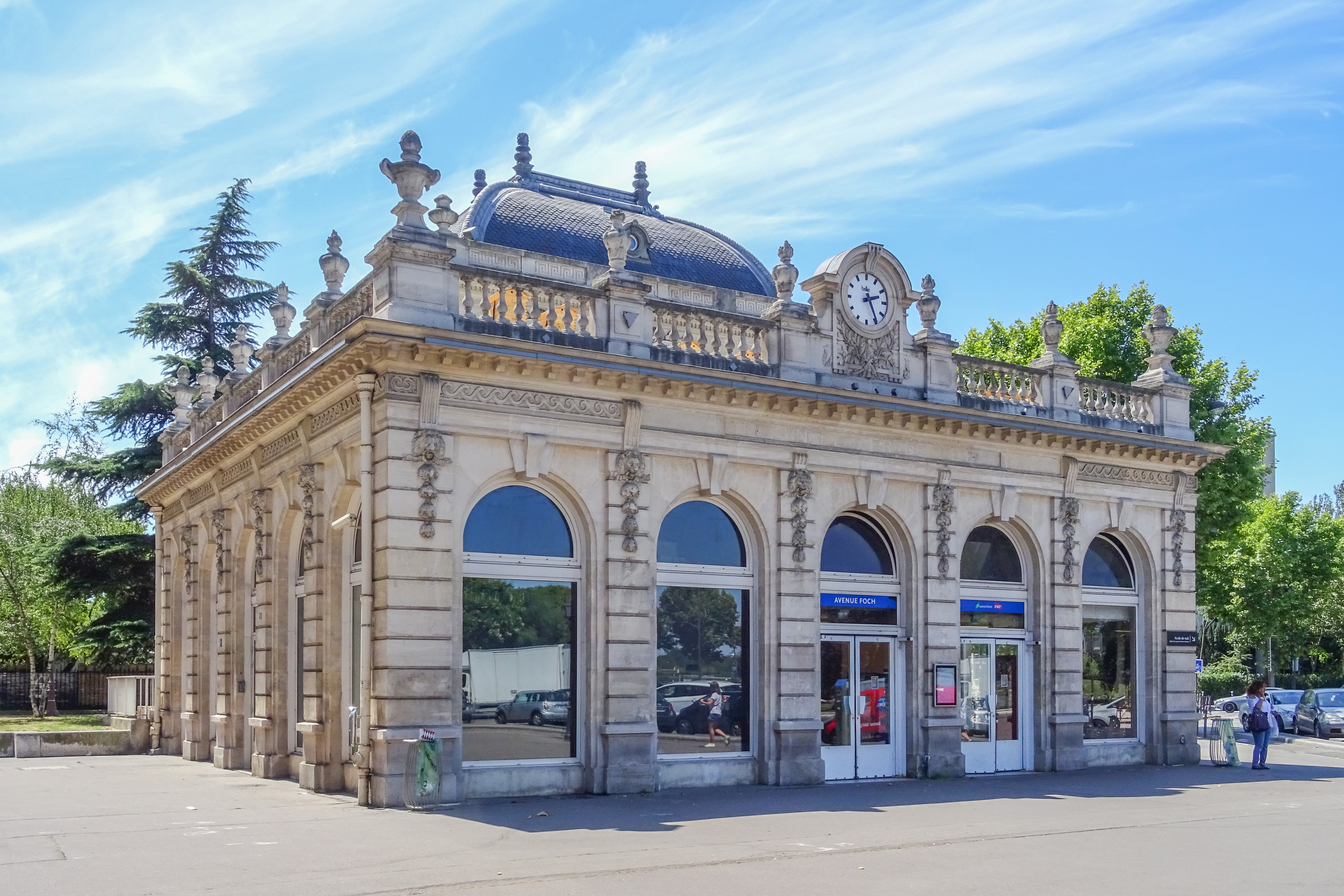
Station Avenue Foch
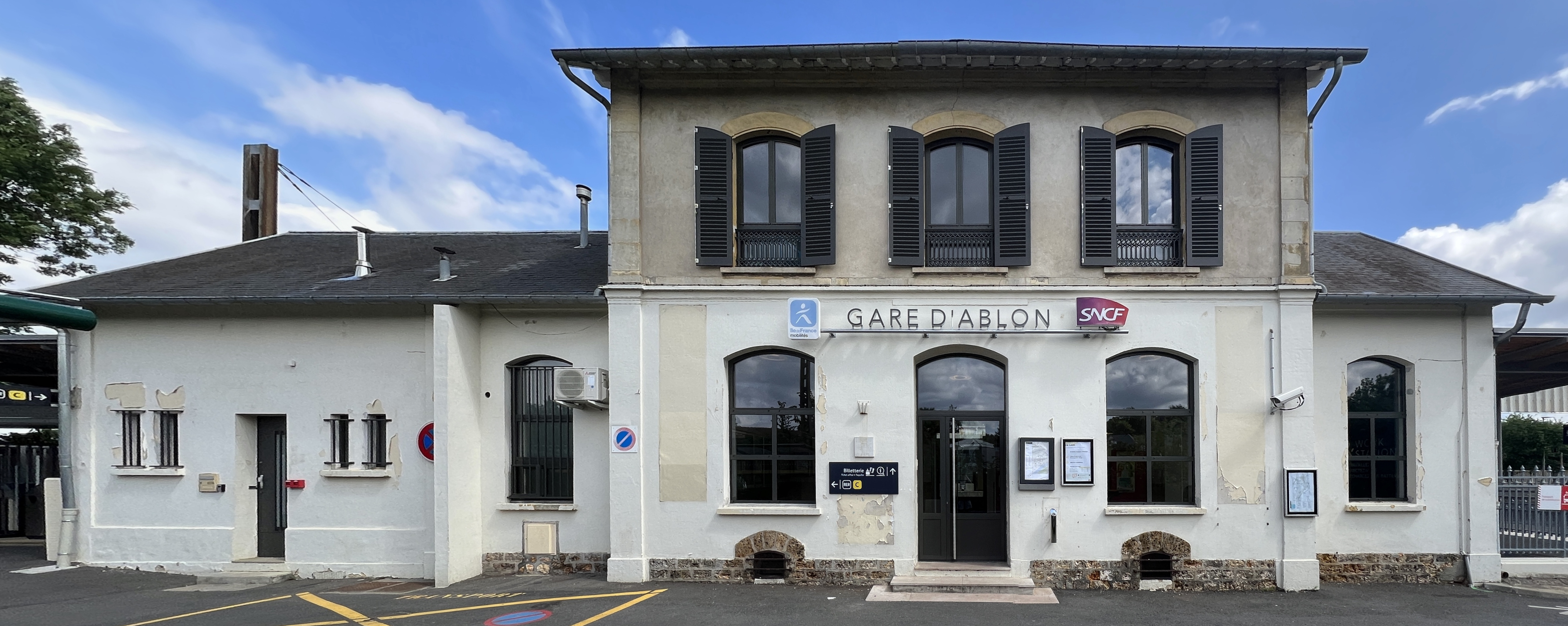
Station Ablon
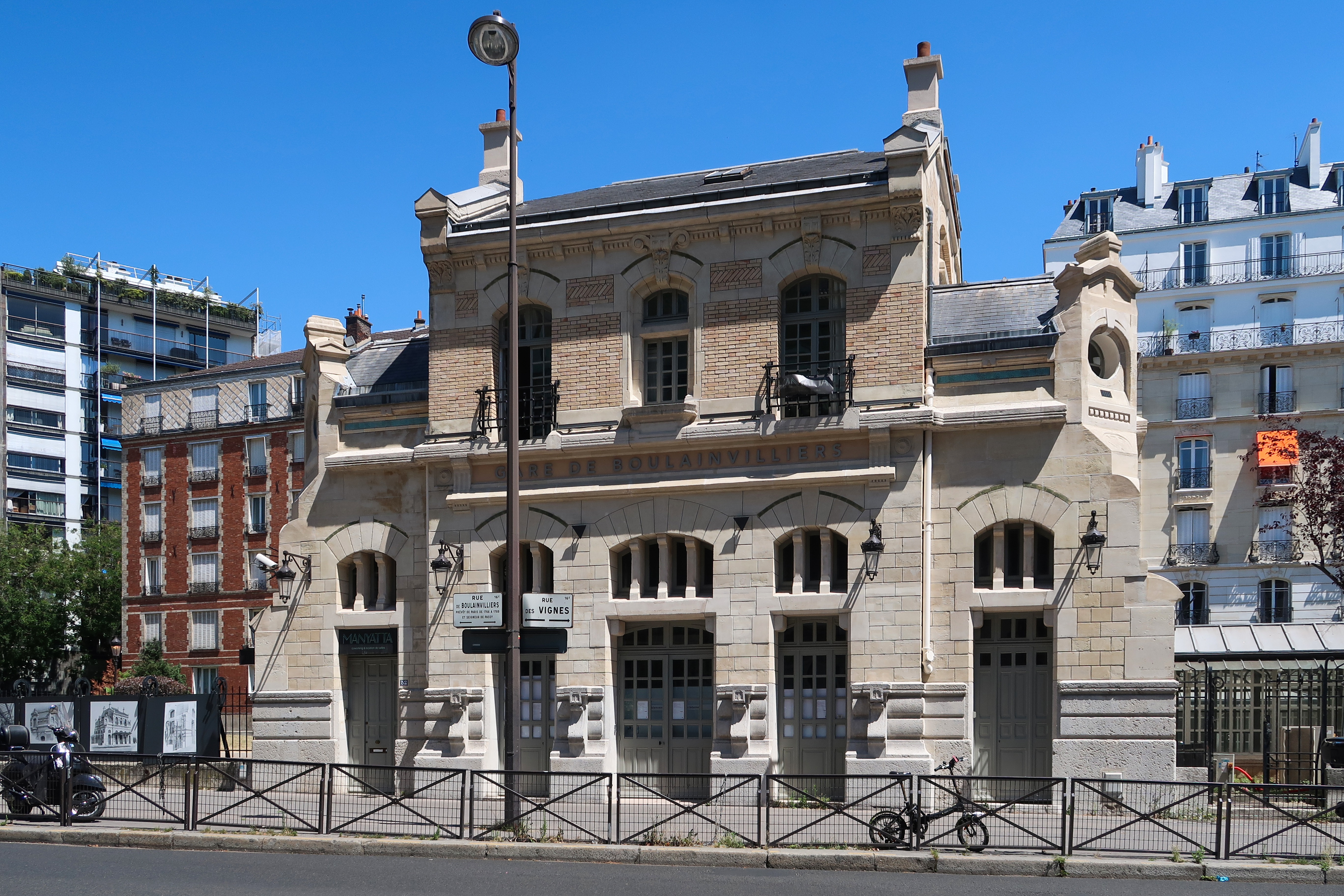
Station Boulainvilliers
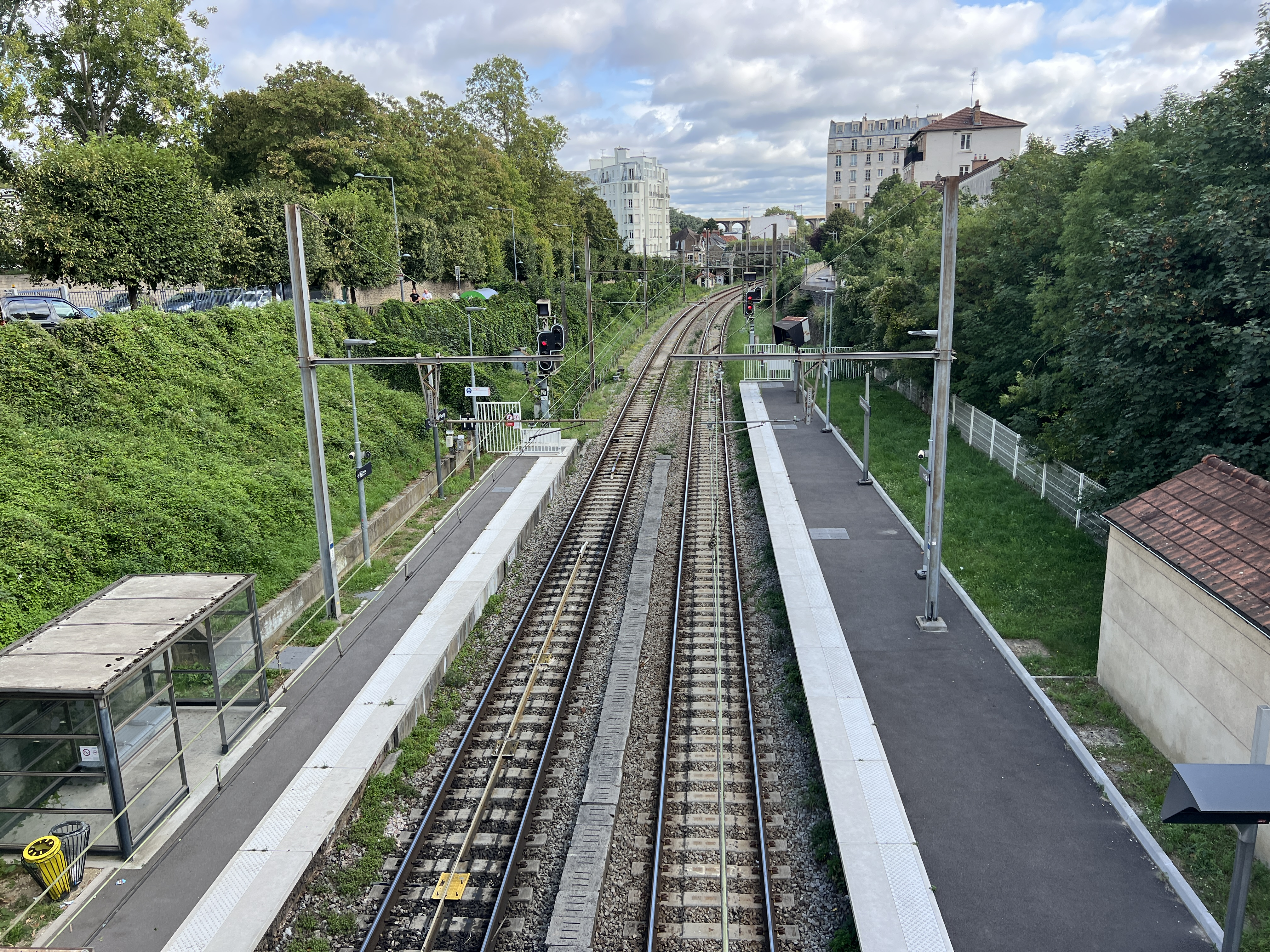
Spoorlijn te Meudon